# チョウセンアサガオ属

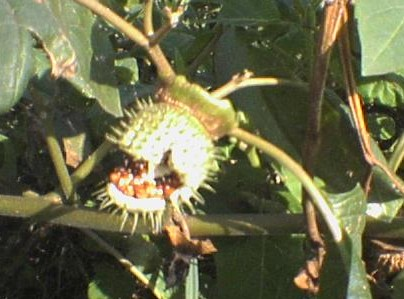
チョウセンアサガオ属の一種の種子

チョウセンアサガオ属（チョウセンアサガオぞく、学名：Datura）は、ナス科に属する一年草または多年草で、有毒植物である。学名のカタカナ表記でダチュラ属、ダチュラと呼ぶことも多い。ただし、園芸上「ダチュラ」と呼ぶときは、近縁種のナス科キダチチョウセンアサガオ属を指す場合がある。チョウセンの名は特定の地域を表すものではなく、単に海外から入ってきたものの意味とされる。極東では曼陀羅華と呼ばれ、鎮静麻酔薬として使われていたこともある。

## 特徴
茎は二叉分枝し、大柄な単葉の葉をつける。花は大柄なラッパ型、果実は、大型でトゲが密生し、成熟すると4裂して扁平な種子を多数散布する（メキシコ原産の Datura ceratocaula のみトゲを持たない）。

## 分布
世界の熱帯に産し、特にアメリカ大陸に多い。日本には本来は分布しないが、数種類が見られ、それらは江戸時代から明治時代にかけて日本に入ってきた帰化植物である。庭先などに自生する高さ約１メートルの大柄な草である。夏から初秋にかけて白く長いロート状の花を咲かせる。

## 利用
花が美しく香りが甘美で香水に使われることもあるため、エンゼルトランペットなどとともに園芸用として一般に出回っているが、スコポラミンやヒオスチアミン、アトロピンなどのアルカロイドを全草に含有し、有毒なので注意を要する。それについては後述する。

## 生理作用
チョウセンアサガオをはじめとする本属の植物は同じナス科のハシリドコロ、ヒヨス、ベラドンナと同様にスコポラミン、ヒヨスチアミンなどのアルカロイドを含む。ヒヨスチアミンは抽出するとラセミ化してアトロピンになる。アルカロイドは全草に含まれるが、特に種子の含有量が多い。これらのアルカロイドは抗コリン作用を有するため、分泌腺や平滑筋を抑制し、摂取すると口渇、散瞳、心悸亢進、尿閉、消化管運動の減少などが起こる。過って摂取すると、全身の筋肉が弛緩して脱力感を覚えたり、胃運動が低下して嘔吐を催す。眼球の虹彩括約筋や毛様体筋が弛緩して、瞳孔を散大させる。摂取量が多い場合には、意識混濁、言語障害、見当識障害、譫妄状態、昏睡、記憶喪失などの諸症状をもたらす。
意識障害が発生すると、一時的に外界からの刺激に対する反応が失われて、他人とのコミュニケーションが取れなくなる。興奮状態になって、過去の出来事や、夢や、未来の願望など、内面から湧き上がるものをもとに、自覚のないまま行動する。その後昏睡状態が十数時間続くことがあり、これらの症状が収まったときには、譫妄状態に陥っていた間の記憶が失われる逆行性健忘症を引き起こすことが知られている。
- LD:50 半数致死量（経口投与）[1]
  - ラット 600mg/kg
  - マウス 468 mg/kg
- 中毒量は約 5 mg

### 薬草としての利用
その性質を用いて、全身麻酔や自白剤として用いられたことがある。古くは、インドではダツラを用いて相手を酩酊状態にしたうえで強盗などを働く、ダツレアスという犯罪組織が存在した。西洋中世の魔法使いの世界では、無意識のうちに抑圧されている深層心理の世界を探索できる性質が着目され、人格形成に有益であるとして使用されていた。

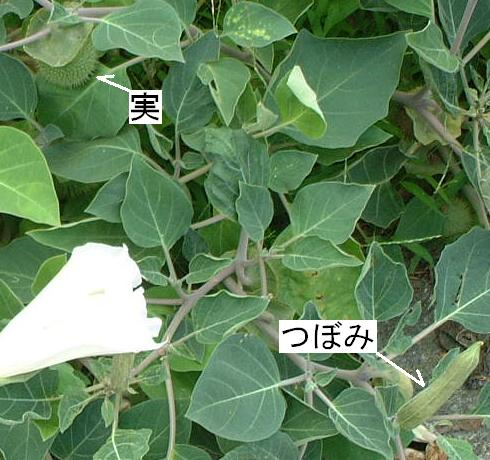
チョウセンアサガオ属の一種のつぼみと実

スコポラミンには緩和な中枢抑制作用があり、1804年に華岡青洲がこの植物から通仙散と命名した麻酔薬を作り、世界初とも言われる全身麻酔下で、乳癌の摘出手術をしたことで有名である。しかし青洲の妻は麻酔薬を完成させる過程で失明している。多量に摂取すると、意識喪失、呼吸停止を起こし死亡することもあるが、消化機能の抑制のため致死量を摂取するに至ることはまず無いといわれている。経口致死量は4-5gとされている。
生薬としてはハシリドコロの根（ロート根）やベラドンナの根が使われ、チョウセンアサガオはあまり用いられない。根をゴボウ、葉をモロヘイヤ、つぼみをオクラやシシトウ、種子をゴマと間違えて食べて食中毒になることがある。根を水に漬けておくだけでも成分が溶出して、その液体を飲んで食中毒が発生することがある。その花を活けた花びんの水を子供が誤って飲む危険性も指摘されている。また全身の粘膜からも成分が摂取されるので、たとえば草の汁が飛び散って目に入ったり、汁が付着した手で目を擦るなどした場合にも、散瞳や調節障害などが起こる。チョウセンアサガオに接ぎ木をしたナスの実を食べて記憶障害を伴う食中毒を起こした事例（2006年）もある。また、1980年代に、チョウセンアサガオのアルカロイドの生理作用を麻薬的な酩酊・多幸感作用を持つものと誤解した中学生が、友人等と炊いた白米に種子を降りかけて摂取し、集団中毒事件を起こしたこともあった。日本テレビの伊東家の食卓でもヒルガオの調理法を紹介する際に類似の危険を警告しなかったことから主婦が中毒を起こした例がある。

## 主な種
チョウセンアサガオ Datura metel
葉は全縁か、たまに大きな鋸歯があり、花色は白の他に黄、紫、青がある。別名をマンダラゲ（曼陀羅華）、キチガイナスビともいう。
ケチョウセンアサガオ（アメリカチョウセンアサガオ） Datura inoxia
チョウセンアサガオと類似するが枝と茎、葉の上面などに軟毛がある。
シロバナヨウシュチョウセンアサガオ D. stramonium
枝と茎、葉の上面などに軟毛があり、葉に欠刻状の切れ込みをもつ。